# Peder Kongshaug
Peder Kongshaug (Bergen, 13 agosto 2001) è un pattinatore di velocità su ghiaccio norvegese.

## Palmarès

### Olimpiadi
- 1 medaglia:
  - 1 oro (inseguimento a squadre a Pechino 2022)[1]

### Mondiali distanza singola
- 3 medaglie:
  - 1 argento (sprint a squadre a Calgary 2024)
  - 2 bronzi (inseguimento a squadre a Heerenveen 2023; 1500 m a Calgary 2024)